# 라이트코인
라이트코인(Litecoin, LTC, Ł)은 P2P 암호화폐의 하나로서 MIT/X11 라이선스로 배포된 오픈 소스 소프트웨어 프로젝트이다. 비트코인과 유사한 방식으로 운영되는 암호화폐이며, 2011년 10월 메사추세츠 공과대학(MIT)을 졸업한 구글, 코인베이스 출신의 찰리 리(Charlie Lee)가 개발하였다.
비트코인이 최대 채굴량이 약 2,100만 개인 것에 비해 라이트코인은 약 8,400만 개로 4배가 많다. 라이트코인은 간편한 채굴이 가장 큰 장점이다. 라이트코인은 PC용 GPU로도 채굴이 가능하다. 거래 속도도 평균적으로 라이트코인이 2분 30초로, 10분 정도 걸리는 비트코인보다 4배가 빠른 것으로 알려져 있다. 블록크기는 비트코인의 1MB에서 4MB로 확장하였다. 라이트코인 네트워크에서 SegWit이 활성화된 이후 거래 속도가 크게 빨라졌다. 거래는 일반적으로 6 블록 또는 15 분 후에 완료 된 것으로 간주된다.

## 역사
라이트코인은 2011년 10월 7일 구글의 전 직원 찰리 리(Charlie Lee)에 의해 깃허브의 오픈 소스 클라이언트를 통해 출시되었다. 라이트코인 네트워크는 2011년 10월 13일 동작을 시작했다. 비트코인 코어 클라이언트의 포크이며, 블록 생성 시간을 단축하고 최대 코인 수를 증가시켰으며, 다른 해시 알고리즘을 채용하였고(SHA-256이 아닌 scrypt), 약간의 수정 과정을 거친 GUI를 사용한다. 2013년 11월 동안 라이트코인의 총 가치는 24시간 내에 100% 급증하는 등 상당한 성장을 경험했다. 2017년 5월, SegWit 지원은 라이트코인 소프트웨어에서 활성화되었다. 2017년 9월, 최초의 원자 거래가 이루어졌다. 라이트코인과 Decred, 라이트코인과 버트코인, 라이트코인과 비트코인 간 거래가 4일 만에 이뤄졌다.

## 같이 보기
- 비트코인
- 이더리움